# Mathiasite
La mathiasite è un minerale appartenente al gruppo della crichtonite.